# Ceromya amicula
Ceromya amicula là một loài ruồi trong họ Tachinidae.